# Lady Wonder
Lady Wonder (1924-1957) était un cheval qui avait prétendument des pouvoirs psychiques. Des milliers de personnes sont venues lui poser des questions moyennant un dollar,.
Le cheval a été formé par sa propriétaire Claudia Fonda, à Richmond, aux États-Unis, pour faire fonctionner un appareil composé de leviers qui activaient des cartes alphabétiques. Elle avait constaté que généralement le cheval répondait correctement aux questions, mais elle ne croyait pas pour autant que l'animal avait des capacités extrasensorielles, et elle considérait cela comme un divertissement.
Le chercheur Joseph Banks Rhine a enquêté, n'a pas trouvé de tromperie, et en a conclu que la seule explication serait de la télépathie entre l'homme et le cheval. Cependant, le magicien Milbourne Christopher a lui aussi enquêté et a remarqué que le phénomène n'était que le résultat de signaux émis par sa propriétaire. Le cheval a par la suite perdu ses capacités. Le sceptique Joe Nickell a aussi conclu que Lady Wonder était un animal bien dressé, mais pas télépathique.